# Helen Fouché Gaines
Helen Fouché Gaines (Hot Springs, 12 ottobre 1888 – Lake Village, 2 aprile 1940) è stata una crittologa statunitense.

## Biografia
Helen Fouché Gaines nacque il 12 ottobre 1888 a Hot Springs, Arkansas, figlia di Abner e Virgie T. Passò la prima infanzia nella cittadina di Lake Village. Nel 1893 la sua famiglia si trasferì a Little Rock, dove nel 1906 Helen conseguì il diploma superiore alla Central High School. Dopo essersi dedicata all'insegnamento per alcuni anni, si trasferì a Washington prima della Grande Guerra  e lì iniziò gli studi universitari senza completarli. Durante la guerra lavorò probabilmente come crittanalista per la Marina Americana. A giudicare dalla sua conoscenza dell'ambiente e dalla sua attività successiva ciò è molto verosimile, ma in certe sue note autobiografiche è scritto solo: "A partire da quel momento [il trasferimento a Washington], inizio a dimenticare parecchio - forse con qualche motivo?". Nel 1919 tornò a Little Rock, per prendersi cura della madre inferma, che condusse con sé a El Paso (Texas). Qui si sposò, ma il matrimonio ebbe evidentemente vita breve, e nel 1925 Helen si stabilì definitivamente a Lake Village, dove risiedette fino alla morte, avvenuta il 2 aprile 1940. I funerali furono celebrati il 4 aprile dal Rev. E. N. Stowell, Pastore della Chiesa Episcopale, alla quale Helen apparteneva.

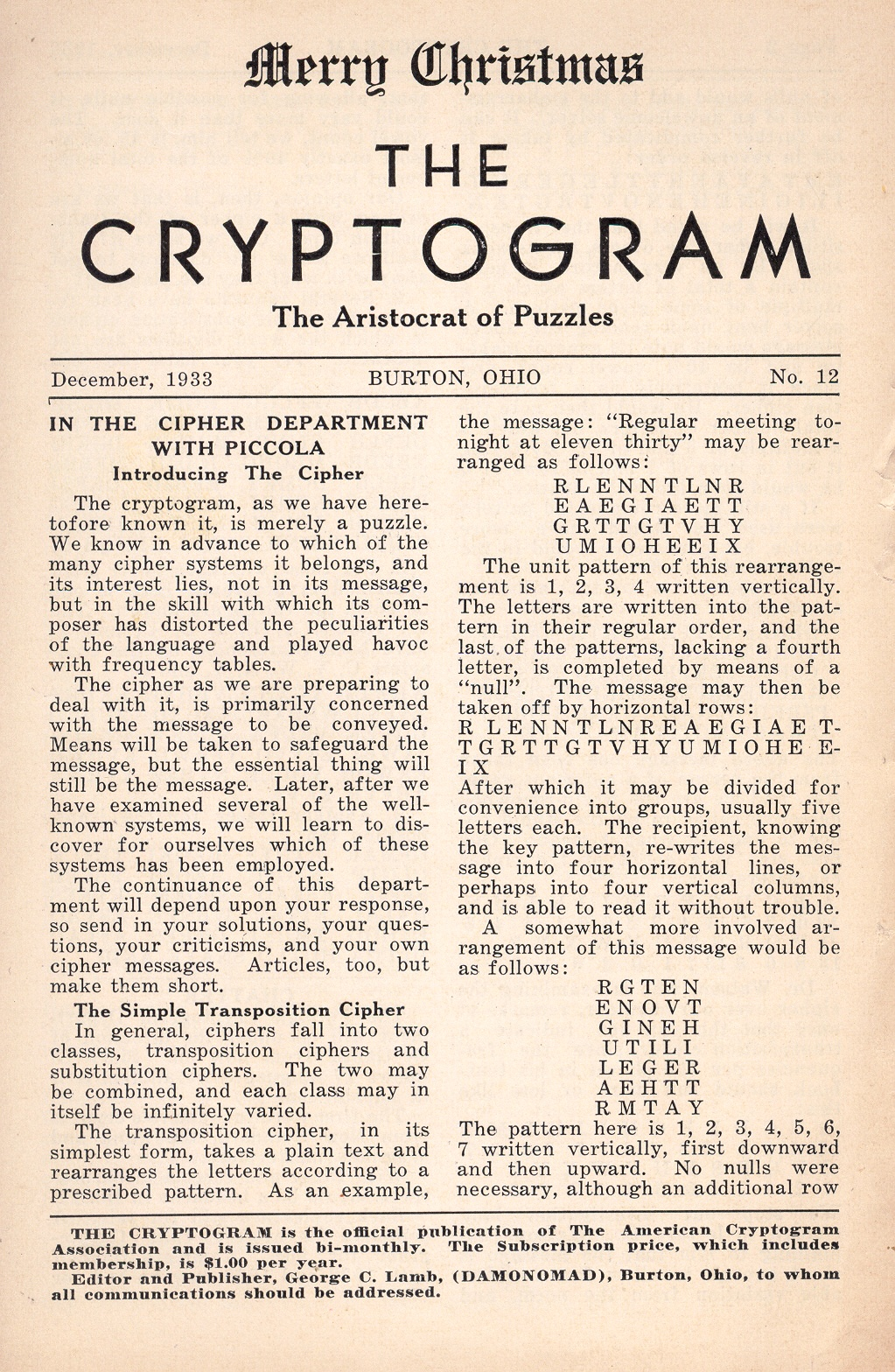
Primo articolo di Helen Fouché Gaines su The Cryptogram, dicembre 1933

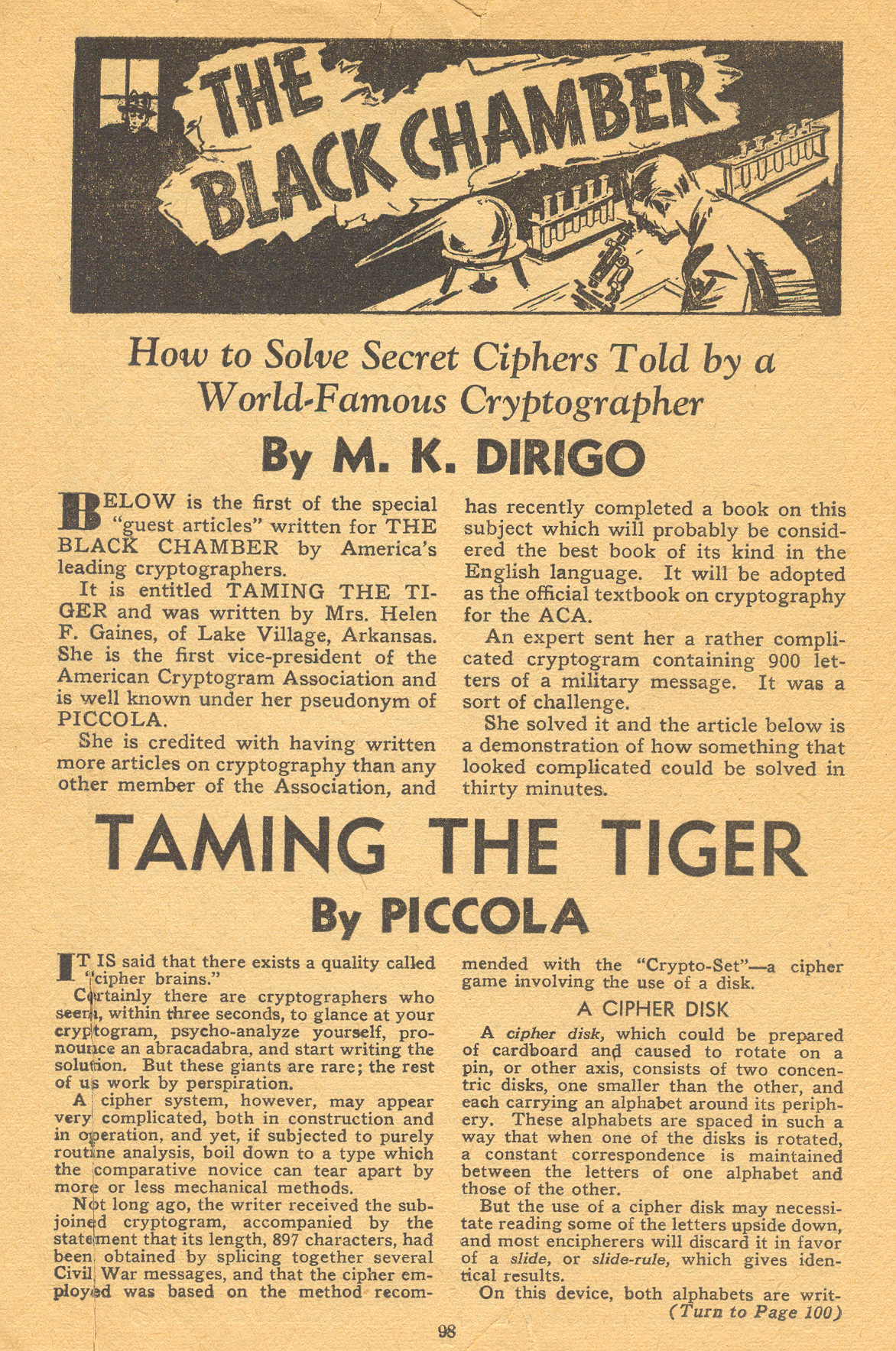
Inizio di un articolo di Helen Fouché Gaines su G-Men Detective, gennaio 1939

## Opere
Helen Fouché Gaines scrisse dei romanzi, che non riuscì mai a far pubblicare. L'altra sua passione era la crittografia. Scrisse molto per varie pubblicazioni hobbistiche del settore, fra cui The Master Puzzler e la rubrica The Black Chamber in G-MEN Detective, ma la maggior parte dei suoi articoli venne pubblicata fra il 1933 e il 1940 sulla rivista dell'American Cryptogram Association (ACA), The Cryptogram. Ancora oggi la rubrica Cipher Exchange di quel periodico è dedicata alla memoria di PICCOLA, il nom de plume italiano da lei adottato in seno all'ACA. Nel 1938 preparò in forma dattiloscritta la prima traduzione inglese del Manuale di Crittografia di Luigi Sacco, a partire dalla seconda edizione italiana del libro, quella del 1936. Non a caso Luigi Sacco è citato nella prefazione dell'opera più notevole della sua vita, ossia il manuale di introduzione alla crittanalisi, intitolato Elementary Cryptanalysis, noto anche con la sigla ELCY.

## Elementary Cryptanalysis

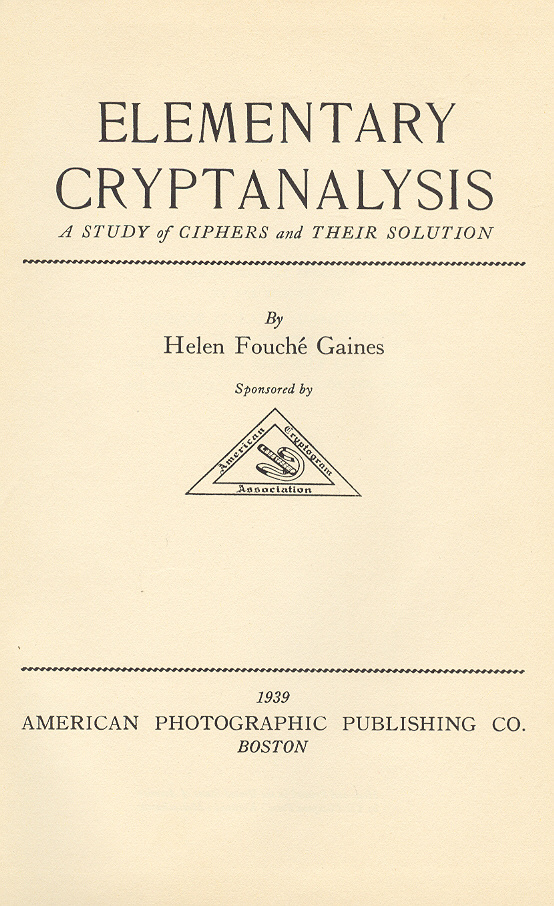
Frontespizio di Elementary Cryptanalysis, 1939

Il libro Elementary Cryptanalysis. A Study of Ciphers and Their Solution [Crittanalisi elementare. Studio delle cifre e della loro soluzione] venne pubblicato nel 1939 dall'American Photographic Publishing di Boston, con la sponsorizzazione dell'ACA. Helen non fece in tempo ad assaporare il successo costante avuto dal suo libro. Il libro arrivò alla quinta edizione nel 1944, e fu in seguito ristampato, in formato più piccolo, dalla casa editrice Dover nel 1956. Il titolo Elementary Cryptanalysis fu considerato riduttivo per un libro di tale complessità, perciò fu cambiato in Cryptanalysis. È tuttora disponibile, essendo stato ristampato più volte. Testo e diagrammi furono scritti da PICCOLA su una semplice macchina per scrivere regalatale dall'ACA, utilizzando materiale preparato anche da altri membri dell'ACA, e riunisce in un solo volume una notevolissima quantità di informazioni  relative alla crittografia classica, passando in rassegna, nei suoi 23 capitoli, quasi tutte le tecniche per cifrare e decifrare conosciute nel periodo fra le due guerre, ossia prima dell'avvento dell'Esame Kasiski e altri ancora su una varietà di altre cifre. In appendice è riportata una serie di tabelle che aiutano nella decrittazione. Alla fine di ogni capitolo ci sono poi degli esercizi proposti per la soluzione, 167 in tutto. Nell'edizione Dover del libro sono anche aggiunte le soluzioni di quasi tutti gli esercizi. Un indice degli argomenti posto alla fine del libro ne facilita la consultazione.
Per moltissimi anni ELCY è rimasto il più completo testo non classificato di crittanalisi mai pubblicato in lingua inglese.

## Fonti
- Helen Fouché Gaines 1888-1940, necrologio non firmato, The Cryptogram, Vol 9, n. 3, giugno 1940, pp. 48-49.
- Nancy Williams, Helen Fouché Gaines, A Biography,The Cryptogram, Vol 63, n. 4, luglio-agosto 1997, pp. 4-5.